# Grand Prix Formule 1 van België 1963
De Grand Prix Formule 1 van België 1963 werd gehouden op 9 juni op het circuit van Spa-Francorchamps in Stavelot. Het was de tweede race van het seizoen.

## Uitslag
| Pos. | Nr. | Coureur                 | Constructeur   | Rondes | Tijd / Oorzaak uitval | Grid | Punten |
| ---- | --- | ----------------------- | -------------- | ------ | --------------------- | ---- | ------ |
| 1    | 1   | Jim Clark               | Lotus-Climax   | 32     | 2:27'47.6             | 8    | 9      |
| 2    | 14  | Bruce McLaren           | Cooper-Climax  | 32     | + 4'54.0              | 5    | 6      |
| 3    | 18  | Dan Gurney              | Brabham-Climax | 31     | + 1 Ronde             | 2    | 4      |
| 4    | 8   | Richie Ginther          | BRM            | 31     | + 1 Ronde             | 9    | 3      |
| 5    | 12  | Jo Bonnier              | Cooper-Climax  | 30     | + 2 Rondes            | 13   | 2      |
| 6    | 29  | Carel Godin de Beaufort | Porsche        | 30     | + 2 Rondes            | 18   | 1      |
| 7    | 15  | Tony Maggs              | Cooper-Climax  | 27     | Ongeluk               | 4    |        |
| 8    | 24  | Tony Settember          | Scirocco-BRM   | 25     | Ongeluk               | 19   |        |
| DNF  | 9   | John Surtees            | Ferrari        | 19     | Injectie              | 10   |        |
| DNF  | 7   | Graham Hill             | BRM            | 17     | Versnellingsbak       | 1    |        |
| DNF  | 22  | Lucien Bianchi          | Lola-Climax    | 17     | Ongeluk               | 16   |        |
| DNF  | 5   | Jim Hall                | Lotus-BRM      | 16     | Ongeluk               | 12   |        |
| DNF  | 28  | Jo Siffert              | Lotus-BRM      | 16     | Ongeluk               | 14   |        |
| DNF  | 26  | Phil Hill               | ATS            | 13     | Versnellingsbak       | 17   |        |
| DNF  | 17  | Jack Brabham            | Brabham-Climax | 12     | Injectie              | 6    |        |
| DNF  | 21  | Chris Amon              | Lola-Climax    | 10     | Olielek               | 15   |        |
| DNF  | 4   | Innes Ireland           | BRP-BRM        | 9      | Versnellingsbak       | 7    |        |
| DNF  | 10  | Willy Mairesse          | Ferrari        | 7      | Injectie              | 3    |        |
| DNF  | 27  | Giancarlo Baghetti      | ATS            | 7      | Versnellingsbak       | 20   |        |
| DNF  | 2   | Trevor Taylor           | Lotus-Climax   | 5      | Fysiek                | 11   |        |
| WD   | 3   | Peter Arundell          | Lotus-Climax   |        | Geen wagen            |      |        |
| WD   | 11  | Ludovico Scarfiotti     | Ferrari        |        | Geen wagen            |      |        |
| WD   | 19  | Lorenzo Bandini         | BRM            |        |                       |      |        |
| WD   | 25  | Ian Burgess             | Scirocco-BRM   |        | Wagen niet klaar      |      |        |

## Statistieken
| Pole-position | Graham Hill | BRM          | 3:54.1 |
| Snelste ronde | Jim Clark   | Lotus-Climax | 3:58.1 |

## Noot
- Dit was het debuut voor de Italiaanse coureur (en toekomstig Grand Prix-winnaar) Ludovico Scarfiotti.

1925 · 1930 · 1931 · 1933 · 1934 · 1935 · 1937 · 1939 · 1947 · 1949 · 1950 · 1951 · 1952 · 1953 · 1954 · 1955 · 1956 · 1958 · 1960 · 1961 · 1962 · 1963 · 1964 · 1965 · 1966 · 1967 · 1968 · 1970 · 1972 · 1973 · 1974 · 1975 · 1976 · 1977 · 1978 · 1979 · 1980 · 1981 · 1982 · 1983 · 1984 · 1985 · 1986 · 1987 · 1988 · 1989 · 1990 · 1991 · 1992 · 1993 · 1994 · 1995 · 1996 · 1997 · 1998 · 1999 · 2000 · 2001 · 2002 · 2004 · 2005 · 2007 · 2008 · 2009 · 2010 · 2011 · 2012 · 2013 · 2014 · 2015 · 2016 · 2017 · 2018 · 2019 · 2020 · 2021 · 2022 · 2023 · 2024 · 2025 · 2026 · 2027 · 2029 · 2031